# Ali Dinar
Ali Dinar ibn Zakariyya ibn Muhammad Fadl (? - 22 de maig de 1916) fou sultà del Darfur. Membre de la dinastia Keire, era cosí germà de Abdallah Dud Banja proclamat sultà del 1880 al 1887.
Ali Dinar va fer carrera al servei del Mahdi Muhàmmad Àhmad, però després de la derrota i captura del governador mahdista del Darfur i Kordofan Muhàmmad Àhmad a Atbara el 8 d'abril de 1898, va aprofitar la confusió per apoderar-se d'al-Fashir, capital del Darfur, i va agafar el títol de sultà (21 de març de 1899) però formalment com a vassall del govern del condomini del Sudan Angloegipci a Khartum i nominal sobirania otomana (el sultà era el teòric sobirà d'Egipte). Al mateix temps el que havia estat governador mahdista de Kabkabiyya, Sanin Husayn, que era també príncep de la casa reial de Darfur, s'havia proclamat sultà el 1891 a la mort d'un altra pretendent de nom Abu l-Khayrat, i va intentar obtenir el suport del govern egipci sense èxit; fou derrotat finalment el 1908. Ali Dinar per la seva banda tenia dificultats per imposar la seva sobirania als bakkara i als estats tampons entre Darfur i Waddai, problemes agreujats el 1909 amb l'ocupació francesa de l'Altiplà d'Ouaddai, a la que va seguir la dels estats tampons (França només reconeixia dins l'esfera d'influència del britànics el Darfur propi sense els estats vassalls). El govern del condomini va donar suport a Ali Dinar però els francesos van seguir endavant i finalment Darfur només va conservar el domini sobre l'estat de Dar al-Masalit un terç del qual encara fou cedit a França pel sobirà local el 1912.
Una sèrie de greuges amb el governador del condomini d'una banda, i l'hostilitat dels francesos de l'altra, el van posar a la I Guerra Mundial al braços del sultà otomà. Ali Dinar va lluitar per la independència i va combatre amb èxit als egipcis i britànics amb el suport dels otomans, fins que el 1916, amb el pretext de prevenir un atac des del Darfur, el govern del condomini va enviar tropes al sultanat que van derrotar l'exèrcit del sultà prop d'al-Fashir el 22 de maig de 1916, batalla en la qual va morir el mateix Ali Dinar. El sultanat fou annexionat al Sudan Angloegipci; els sobirans egipcis van prendre el títols de sultans de Darfur el 1922.